# Mattia de Rossi
Mattia de Rossi (* 14. Januar 1637 in Rom; † 2. August 1695 ebendort) war ein italienischer Ingenieur und Architekt, ein Schüler von Bernini und hauptsächlich in Rom tätig.

## Leben
Er war ein Kind der Kunst: Seine erste Ausbildung erhielt er von seinem Vater Marc’Antonio, Architekt (er hatte unter anderem die neue Porta Portese und die Mura Gianicolensi für Papst Urban VIII. entworfen und mit Borromini an der Renovierung der alten Abtei von San Martino al Cimino gearbeitet) und ein Freund Berninis, der dem Jungen besondere Sympathie und Zuneigung entgegenbrachte.
So ergab es sich fast von selbst, dass der junge Mattia von dem bereits berühmten Künstler, der ihm stets eine fast väterliche Zuneigung erwies, in die Schule geschickt wurde.
Mit Bernini und seinem Sohn Paolo war De Rossi 1665–66 in Paris und kehrte um 1690 dorthin zurück.
In Berninis Gefolge war De Rossi an zahlreichen Aufträgen der Kurie und der päpstlichen Familien beteiligt, die bis zu seinem Tod andauerten:
- Unter Papst Clemens IX. war er Berninis Assistent und Leiter der Arbeiten für den Bau der zahlreichen vom päpstlichen Hof benötigten Bühnentechnik, er leitete den Bau der neuen Balustrade der Engelsbrücke und der Villa Rospigliosi in Lamporecchio.
- Unter Papst Clemens X. leitete er Berninis Arbeiten in St. Peter („…den Marmorboden des Portikus von St. Peter, das Ziborium aus Metall und Lapislazuli für die Kapelle des Sagramento und den Solajo“)[2] sowie das Kloster und die Kirche des Heiligen San Bonaventura in Monterano.
- Unter Papst Innozenz XI. führte er ein technisches Gutachten über die Stabilität der Kuppel des Petersdoms durch, die angeblich durch Berninis Nischen verändert worden war. Das vom Papst in Auftrag gegebene Gutachten – das sich als äußerst günstig für den Meister herausstellte, da es zeigte, dass Berninis Arbeit die Struktur der Kuppel im Vergleich zu dem, was die ursprünglichen Bauherren geplant hatten, völlig unverändert gelassen hatte – wurde von Carlo Fontana und Giovanni Antonio De Rossi beglaubigt.

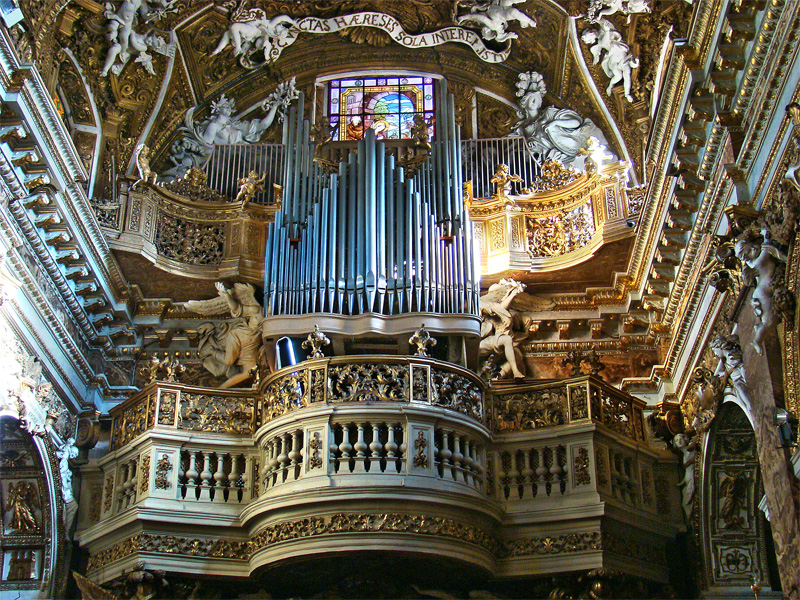
Altarraum der Kirche Santa Maria della Vittoria, ein Werk von Mattia de Rossi

Nach Berninis Tod im Jahr 1680 übernahm De Rossi sein berufliches Erbe und vollendete mehrere seiner Werke. Er trat die Nachfolge Berninis in vielen Funktionen an, unter anderem als Architekt und Bauleiter der Dombauhütte von St. Peter und als Principe der Accademia di San Luca im Jahr 1681. Der Tod des Meisters erlaubte es ihm nun, selbständig zu arbeiten und sich vor allem, aber nicht nur, kirchlichen Bauten zu widmen.
So vollendete er die Arbeiten am Noviziat der Jesuiten in Sant’Andrea al Quirinale und entwarf die Altäre der Kirche. Er errichtete Grabmäler für Clemens X. in St. Peter und Monsignore Liberati in Santa Maria Maggiore und entwarf neue Kirchen: Santa Francesca Romana in Capolecase, Santa Galla, das Oratorium des San Francesco Saverio (das wegen der zu hohen Kosten nicht gebaut wurde, dessen Entwurf ihm jedoch ein Gemälde von Bassano als Geschenk einbrachte). Weiters arbeitete er am Stuck und den Kapellen in San Silvestro in Capite, die Torre-Kapelle in der Kirche Santa Maria Maddalena, die Capizucchi-Kapelle in Santa Maria in Campitelli, der Orgelchor in Santa Maria della Vittoria. Andere Kirchen renovierte er (wie San Francesco a Ripa und Santa Rita in Montecavallo) oder vollendete sie (die Kuppel von Sant’Andrea delle Fratte, die Fassade der Santi Angeli Custodi al Tritone).
Er arbeitete auch an Zivilbauen, vor allem im Auftrag von Innozenz XII. und der Familie Altieri: für die Familie baute er das rückwärtige Tor und die Stallungen des Palazzo Altieri, für den Papst baute er das Zollhaus von Ripa Grande, er entwarf die erste Kirche des Hospizes von San Michele und arbeitete auch an der Curia Innocenziana, bei der er das Treppenhaus, den Portikus und das oberste Stockwerk fertigte.
Außerhalb der Stadt arbeitete er für seine adligen Auftraggeber insbesondere am Collegiata di Valmontone, das von Fürst Pamphili in Auftrag gegeben wurde.
Mattia de Rossi starb relativ jung, im Alter von 58 Jahren, an einer akuten und plötzlichen Nierenerkrankung und hinterließ ein Erbe von 20.000 Scudi (für die Kinder seines Bruders, da er selbst keine hatte). Er wurde in Sant’Andrea delle Fratte begraben.
Lyon Pascoli, nahezu sein Zeitgenosse, beschrieb ihn:

„Er kannte sich in seinem Beruf sehr gut aus, er zeichnete sehr gut, er wich nie von den Regeln ab, die er von seinem Meister erhalten hatte, und er blieb in seiner gewohnten Leichtigkeit und Genauigkeit immer gleich. Sein Verhalten war ganzheitlich, bescheiden, fügsam, respektvoll und aufrichtig. Er war eher groß als klein, weiß und gut aussehend im Gesicht, mit kastanienbraunem Haar und Koteletten, die ihn noch ehrwürdiger machten. Er liebte die Ernsthaftigkeit, obwohl seine natürliche Attraktivität ihn fröhlich und verspielt machte. Er schloss verschiedene Freundschaften mit verschiedenen Professoren, die er aufgrund seiner Großzügigkeit, seines guten Benehmens und seiner ausgezeichneten Rechtskenntnisse bis zu seinem Tod pflegte. Aber mit niemandem unterhielt er sich so herzlich wie mit Gio Batista Gaulli, der sein engster Freund war und dem allein er das Porträt anfertigen ließ, das noch heute lebendig und natürlich im Haus seiner Erben zu sehen ist. Ich glaube, dass er nur wenige Schüler hinterlassen hat, und nur Filippo Barigioni, den ich kenne und der, nachdem er mehrere Gebäude in Rom und im Ausland gebaut hat, seinen Meister groß verehrt.“